# Red Bank (Nova Jersey)
Red Bank és una població dels Estats Units a l'estat de Nova Jersey. Segons el cens del 2007 tenia 11.890 habitants.

## Demografia
Segons el cens del 2000, Red Bank tenia 11.844 habitants, 5.201 habitatges, i 2.501 famílies. La densitat de població era de 2.569,1 habitants/km².
Dels 5.201 habitatges en un 18% hi vivien nens de menys de 18 anys, en un 32,2% hi vivien parelles casades, en un 11,6% dones solteres, i en un 51,9% no eren unitats familiars. En el 42,9% dels habitatges hi vivien persones soles el 15,9% de les quals corresponia a persones de 65 anys o més que vivien soles. El nombre mitjà de persones vivint en cada habitatge era de 2,2 i el nombre mitjà de persones que vivien en cada família era de 2,99.
Per edats la població es repartia de la següent manera: un 17,5% tenia menys de 18 anys, un 8,7% entre 18 i 24, un 35,2% entre 25 i 44, un 20,3% de 45 a 60 i un 18,3% 65 anys o més.
L'edat mediana era de 38 anys. Per cada 100 dones de 18 o més anys hi havia 88,9 homes.
La renda mediana per habitatge era de 47.282 $ i la renda mediana per família de 63.333 $. Els homes tenien una renda mediana de 45.922 $ mentre que les dones 34.231 $. La renda per capita de la població era de 26.265 $. Aproximadament el 6,3% de les famílies i el 12% de la població estaven per davall del llindar de pobresa.

## Personatges il·lustres
- Kevin Smith, director, guionista, productor de cinema i autor de còmics.
- Edmund Wilson, escriptor
- Count Basie (1904 - 1984), director de big band i pianista de jazz